# Bojkova chata
Bojkova chata je zaniklá turistická chata, která stávala na vrcholu Filipky (771 m n. m.), na trojmezí obcí Nýdek, Hrádek a Návsí.

## Historie
Chata stála na vrcholu Filipky, kde dnes najdeme trojmezní kámen, odpočívku a studnu s rumpálem, v katastrálním území obce Nýdek na Hluchové. Stavitelem byl Antonín Bojko (1901–1978) a realizace se ujal zednický mistr Richard Klimek z Jablunkova. Stavba byla dokončena a zkolaudována v roce 1936. V pozemkové knize byla nemovitost zapsána s čp. Nýdek 293 a vlastnickým právem na nezletilé syny Antonína Bojka – Vladislava, Antonína Jana a Bohumila. V chatě bydlel Antonín Bojko s rodinou, provozoval hokynářství a zbylé prostory byly využívány jako turistická chata.
Ve dnech 2. až 11. října 1938 byl příhraniční pás území o rozloze 869 km² (západní Těšínsko bez Frýdecka a Slezské Ostravy) připojen k Polsku. Do turistické chaty se nastěhovali polští vojáci a Bojkovi byli donuceni bydlet v hájence v Nýdku na Kolibiskách.
Po německém útoku na Polsko v září 1939 se celé Těšínsko stalo součástí Třetí říše. Bojkovi se mohli vrátit zpět, ale prostory hostinské místnosti využívalo gestapo jako své stanoviště. Koncem roku 1944 proběhla na chatě smutná událost. Celkem 25 uvězněných místních horalů, včetně osmi členů Halamovy rodiny (viz Halamova útulna), bylo přímým soudem příslušníků SS určeno k deportaci do koncentračních táborů. 
Bezprostředně po válce byla chata opět přístupná turistům – ale patrně bez oficiálního povolení. Po roce 1948 Antonín Bojko několikrát žádal tehdejší komunistické úřady o povolení k provozu ale neúspěšně. Nakonec byl donucen turistickou chatu pronajmout organizaci Restaurace a jídelny Český Těšín. Tato organizace provozovala i chatu na Velké Čantoryji. Provoz obou chat byl ale ztrátový, a proto byla Bojkova chata v roce 1956 uzavřena. V roce 1956 byl celý objekt rozebrán a Bojkovi si stavební materiál převezli do nově budovaného obydlí v Návsí-Zápolí. Bojkova chata na Filipce zcela zanikla. Chata má nástupkyni – chatu Filipku, vzdálenou 400 m od původní Bojkovy chaty.

## Antonín Bojko
Antonín Bojko se narodil 25. března 1901, jeho manželkou byla Anna (1902–1977). Bojkovi si postavili dům čp. 263 v osadě Filipka v Nýdku, kde bydleli a provozovali hokynářství. V roce 1930 získali koncesi na prodej piva a lihovin. V roce 1934 dřevěná budova vyhořela, později byla obnovena a nakonec prodána. Bojkovi zakoupili pozemek ve vzdálenosti asi 400 m na vrcholu Filipky pro stavbu turistické chaty, kam se v roce 1936 přestěhovali. Antonín Bojko byl příznivcem nově otevřené české školy na Kolibiskách a byl zakládajícím členem odboru Slezské matice osvěty lidové v Nýdku na Kolibiskách. Finančně přispíval na chod školy a bezplatně škole poskytoval prostory ve své turistické chatě.
Po roce 1956 se rodina Bojků přestěhovala do Návsí-Zápolí. Antonín Bojko pracoval jako lesní dělník a před důchodem i v Třineckých železárnách. Zemřel 20. března 1978 a je pochován na hřbitově v Jablunkově.

## Dostupnost
- Po cykloztezce č. 6086 z Nýdku, Hrádku a Písku,
- po  turistické značce z Nýdku Hluchová, Kolibiska,
- po  turistické značce z Hrádku,
- po  turistické značce z Bystřice nad Olší,
- po  turistické značce z Návsí,
- po  turistické značce z Nýdku,
- po  turistické značce z Bukovce.

## Galerie

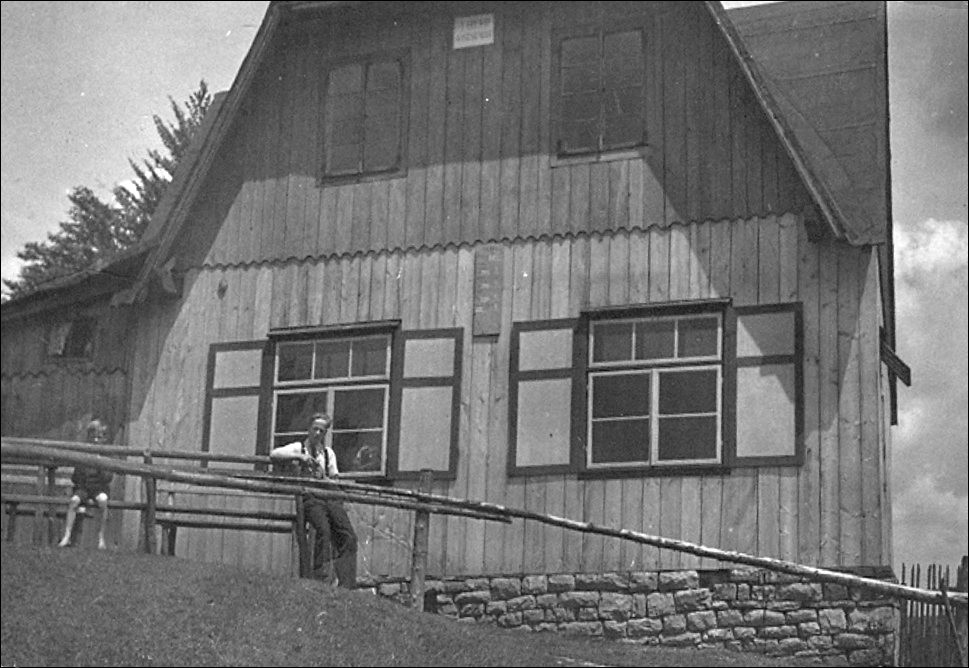
Bojkova chata
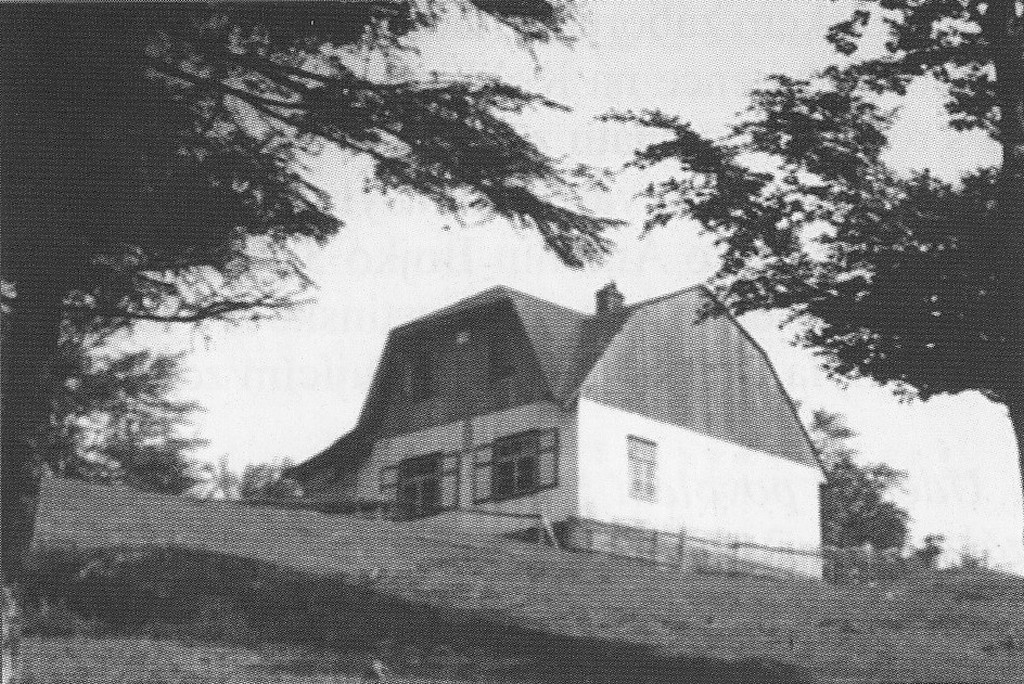
Bojkova chata
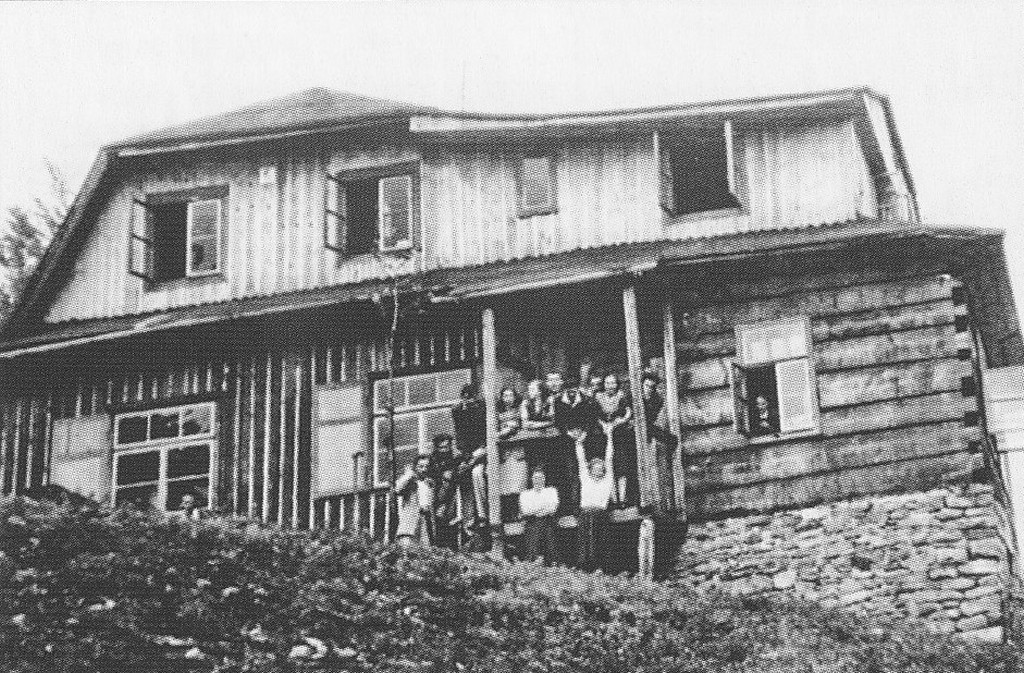
Bojkova chata
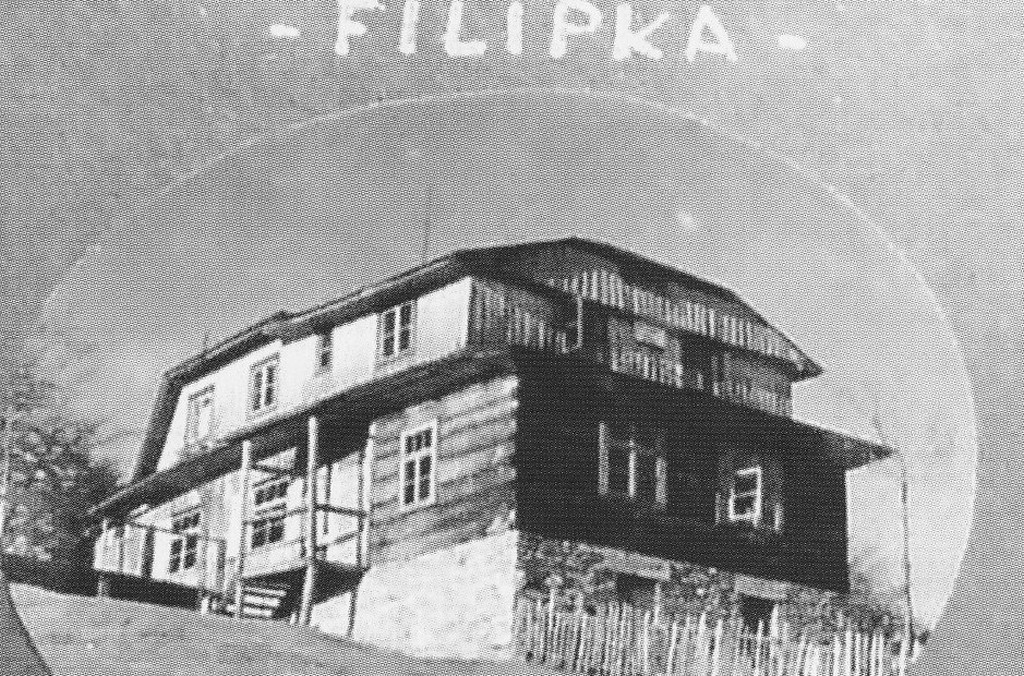
Bojkova chata
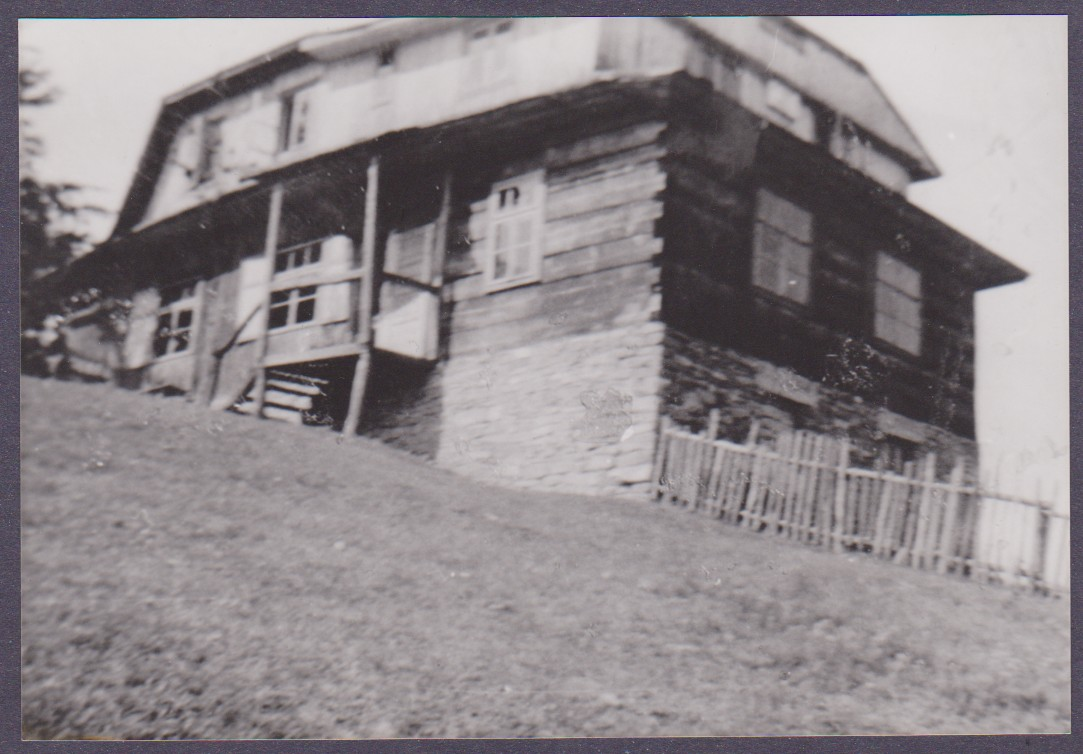
Bojkova chata
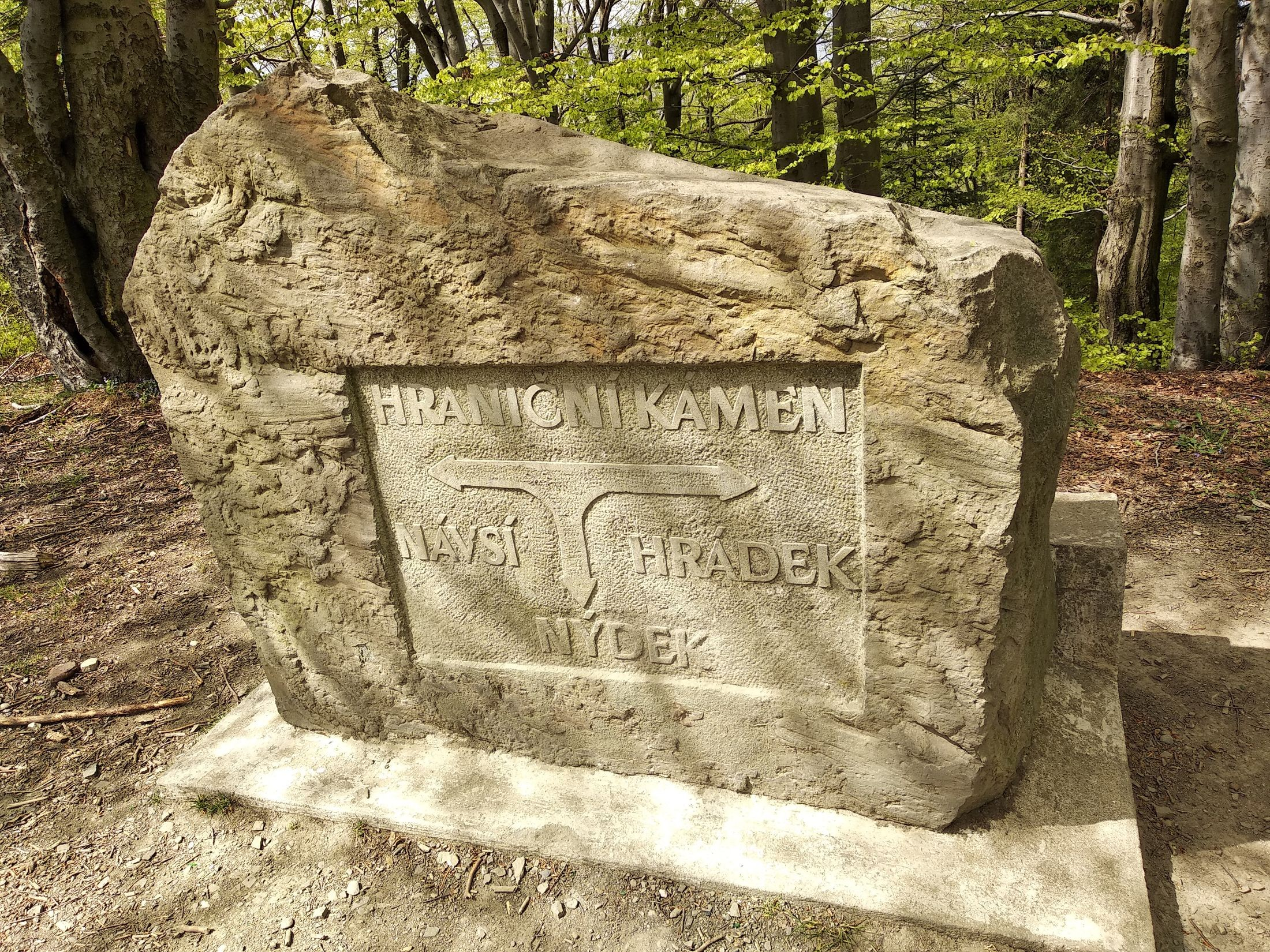
Filipka trojmezí
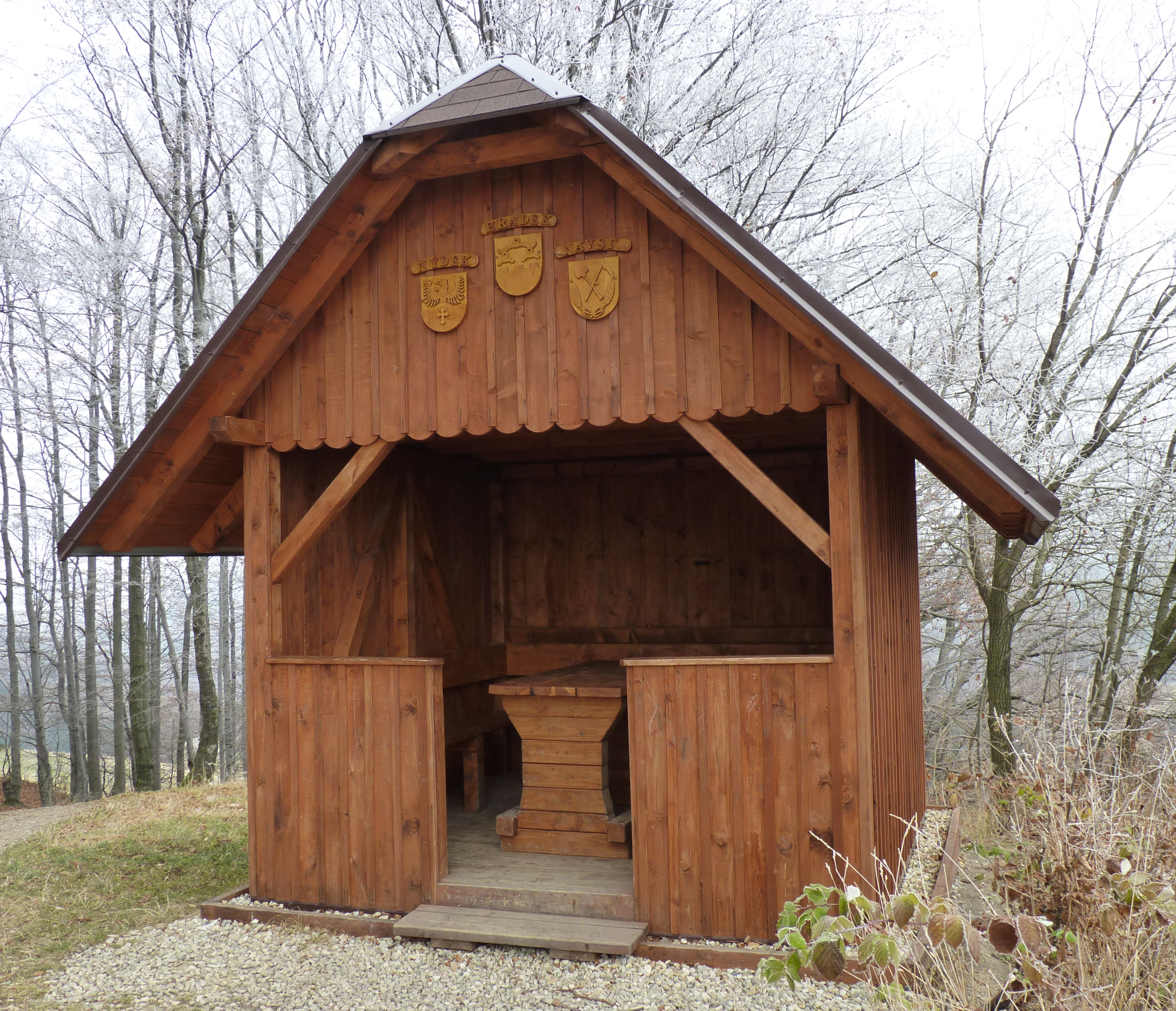
Odpočívka na vrcholu Filipky
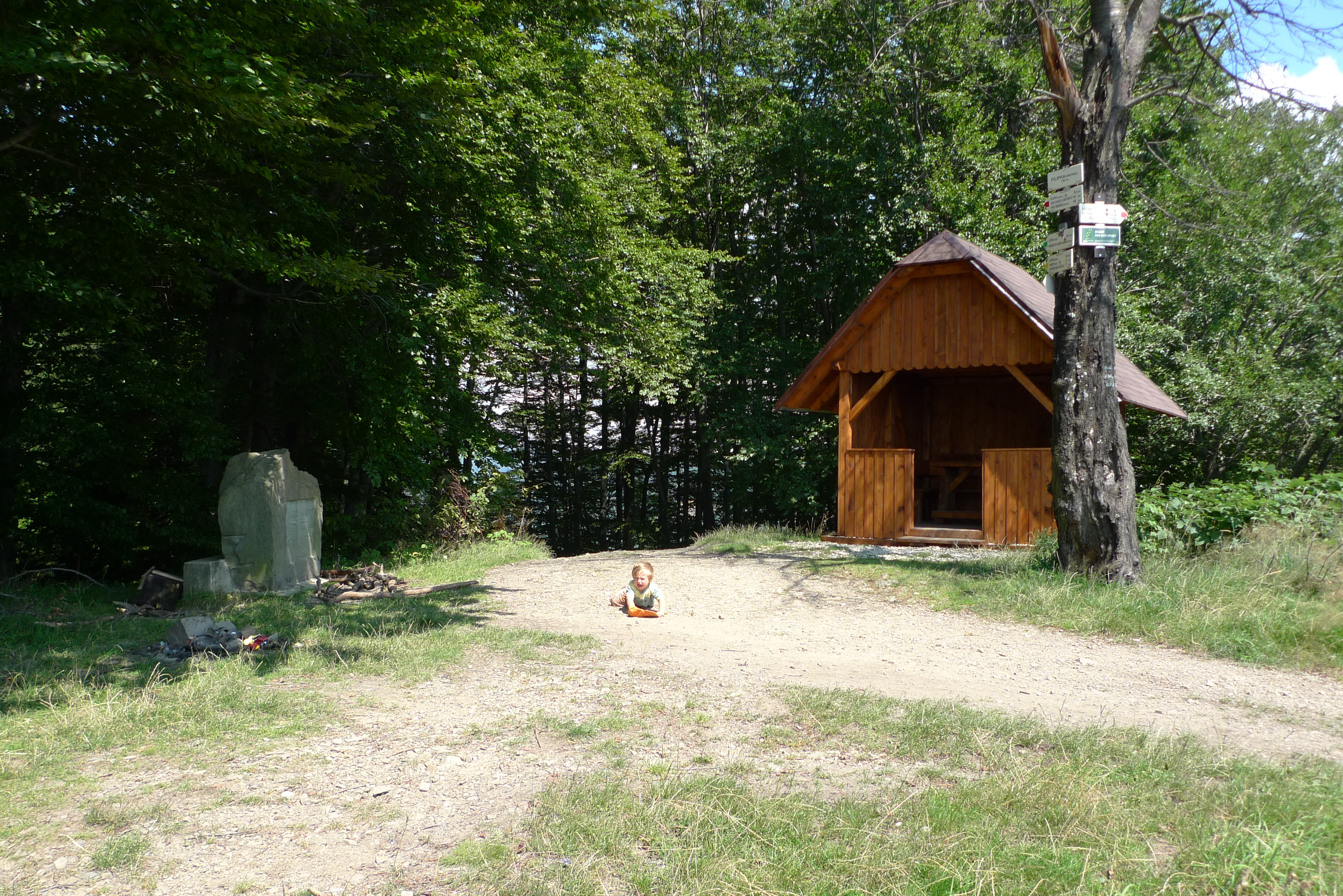
Vrchol Filipky
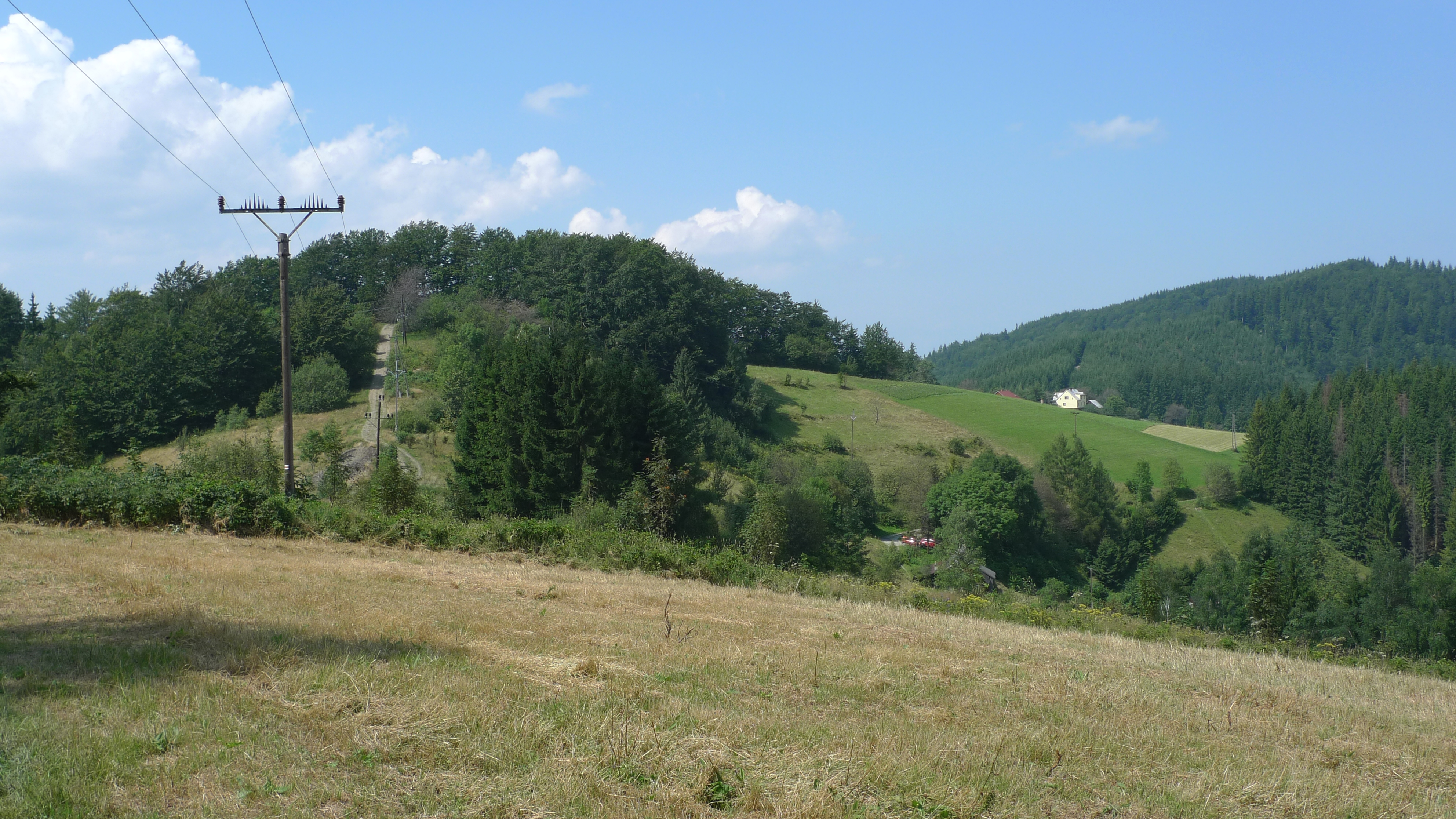
Vrchol Filipky